# UEFA Champions League 2006/07 (1/2 finale) FC Liverpool - Chelsea
De halve finale tussen FC Liverpool en Chelsea van de UEFA Champions League 2006/07 werd gespeeld op 1 mei 2007.

## Wedstrijdgegevens
| Datum                | 1 mei 2007                                              | 1 mei 2007                                              |
| Stadion              | Anfield, Liverpool                                      | Anfield, Liverpool                                      |
| Toeschouwers         | 45.522                                                  | 45.522                                                  |
| Scheidsrechter       | Manuel Mejuto González ESP                              | Manuel Mejuto González ESP                              |
| Assistenten          | Juan Carlos Yuste Jiménez ESP Jesus Calvo Guadamuro ESP | Juan Carlos Yuste Jiménez ESP Jesus Calvo Guadamuro ESP |
| Vierde man           | Alberto Undiano Mallenco ESP                            | Alberto Undiano Mallenco ESP                            |
| Man van de wedstrijd |                                                         |                                                         |
|                      | FC Liverpool                                            | Chelsea                                                 |
| Doelpunten           | 1                                                       | 0                                                       |
| Gele kaarten         | 0                                                       | 1                                                       |
| Rode kaarten         | 0                                                       | 0                                                       |
| Wissels              | 3                                                       | 3                                                       |
| Schoten op doel      | 6                                                       | 4                                                       |
| Schoten naast doel   | 7                                                       | 6                                                       |
| Overtredingen        | 32                                                      | 21                                                      |
| Hoekschoppen         | 5                                                       | 6                                                       |
| Buitenspel           | 3                                                       | 5                                                       |
| Strafschoppen        | 0                                                       | 0                                                       |
| Balbezit (tijd)      | 38 min                                                  | 32 min                                                  |
| Balbezit (%)         | 54%                                                     | 46%                                                     |

| FC Liverpool | 1-0            | Chelsea |
| 29' Daniel Agger | goals (assist) | |
| Rafael Benítez | coach          | José Mourinho |
| José Manuel Reina Steve Finnan Daniel Agger John Arne Riise Steven Gerrard Peter Crouch ( 106') Jermaine Pennant ( 78') Dirk Kuijt Javier Mascherano ( 118') Jamie Carragher Boudewijn Zenden | Opstellingen   | Petr Čech Ashley Cole Claude Makélélé ( 118') Michael Essien Frank Lampard Joe Cole ( 98') Didier Drogba John Obi Mikel Paulo Ferreira Salomon Kalou ( 107') John Terry |
| Xabi Alonso ( 78') Craig Bellamy ( 106') Robbie Fowler ( 118') | Wissels        | Arjen Robben ( 98') Shaun Wright-Phillips ( 107') Geremi ( 118') |
| 62' Daniel Agger 110' Boudewijn Zenden | gele kaarten   | 28' Ashley Cole |
| | rode kaarten   | |

## Nabeschouwing
Liverpool won de onderlinge confrontatie met 4-1 op penalty's.